# كنافة بالجبن
الكنافة تعتبر نوعاً من أنواع الحلويات المشهورة في فِلَسطِين و بلاد الشام ومصر، وينتشر تقديمها في العزائم والمناسبات والاحتفالات أيضاً، وهناك أنواع من الكنافة وهي الكنافة الناعمة، والخشنة، والمبرومة، والمحيرة، وتجدر الإشارة إلى أنّ عجينة الكنافة يتم تحضيرها من طحين الفرخة والشعيرية، ويمكن تحضير الكنافة إمّا بالقشطة أو بالجبنة البيضاء أو ما يعرف بالجبن العكاوي الفِلَسطِيني بعد تحليتها بغليها أو نقعها، وسوف نتعرّف في هذا المقال على كيفية تحضير الكنافة بالجبن العكاوي.

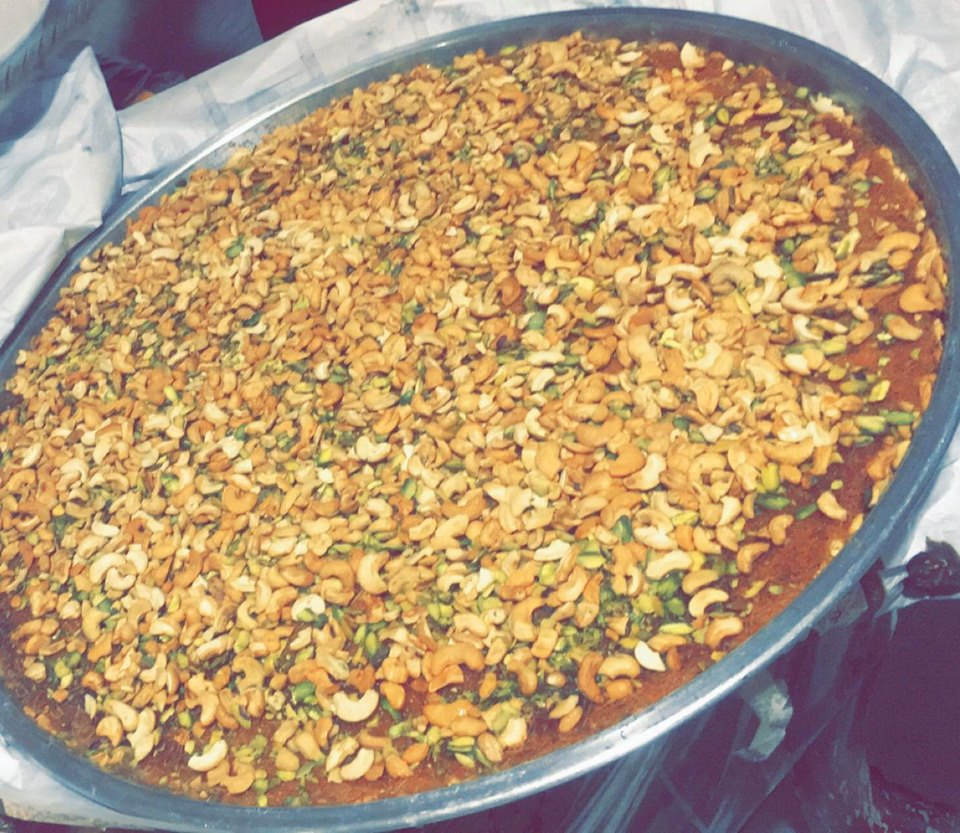
كنافة أردنية

تعدّ الكنافة  بالجبن أحد أهم أنواع الكنافة، وهي ذات شهرة واسعة في العديد من المناطق في بلاد الشام وأهمّها مدينة نابلس الفِلَسطِينية، كما أنّها باتت معروفةً في معظم دول العالم، فهي من الحلويات التي تُقدّم في كافّة المناسبات السعيدة. حُضّرت الكنافة في بداية صنعها بالجبن، ومن ثم أصبحت تُحضر بالقطشة، أو بالمكسرات، ولكن تبقى كنافة الجبن هي الألذ والأفيد صحيّاً؛ فالجبن يوفّر الكثير من العناصر الغذائية كالكالسيوم.كما تحتوي الكنافة على العديد من السعرات الحرارية، حيث إنّ عجينة الكنافة والحشوة تغطى بالقطر، كم أنّها تعتبر من أفضل الوجبات التي تقدم في فصل الشتاء، حيث إنّها تمدنا بالدفء، وبالطاقة اللازمة.

## إعداد الكنافة بالجبنة

### المكوّنات
- كيلو من عجينة الكنافة.
- 200 غرام من السكر البودرة.
- 200 غرام من السمن المذاب.
- ألوان طعام حمراء أو صفراء.

### مكوّنات الحشوة
- كيلو من الجبن العكاوي المنقوع لمدّة ليلة كاملة ومصفّى جيداً من الماء.
- 250 غرام من الجبن الموزاريلا.
- 150 غرام من السمن.
- قطر.
- فستق حلبي للتزيين.

## طريقة التحضير
يُسخن الفرن على درجة حرارة 180 مئوية. تقطّع عجينة الكنافة بحيث تصبح أقصر مما هي عليه وتوضع في وعاء عميق حيث يسكب عليها السمن المذاب ثمّ تقلّب جيداً حتى يتوزع السمن جيداً، يضاف إلى الخليط قطرةً واحدة من ألوان الطعام الملائم.
تفرد نصف كميّة عجينة الكنافة في الصينية المراد الخبز بها، وتُضغط براحة اليد لترصّ جيداً. صم تخبز في الفرن حتى تتحمّر وتصبح ذهبية اللون. تخرج الصينية لإضافة طبقة من الجبن العكاوي المفتت إلى قطعٍ صغيرة حيث توزّع كميّةً وفيرة على طبقة الكنافة الأولى لتغطّى الطبقة بالكامل، يضاف أيضاً جبن الموزاريلا ويوزع جيداً. تغطى طبقة الجبن بالمقدار المتبقي من عجينة الكنافة ويرصّ براحة اليد، ثم تخبز في الفرن حتى تتحمر وتصبح ذهبية اللون. حال إخراجها من الفرن، يوزّع شراب القطر البارد، وتزيّن بالفستق الحلبي المبروش.

## إعداد الكنافة بالجبن

### المكوّنات
- كيلو من عجينة الكنافة.
- علبة قشطة.
- ثلاثة أكواب من الحليب السائل.
- أربع ملاعق من الطحين.
- أصبع من الزبدة المذابة.
- ربع كوب من الزيت النباتي.
- ملعقة صغيرة من الفانيلا.
- ملعقة من ماء الزهر.
- ملعقة صغيرة من الهيل الناعم.
- قطر بارد

## طريقة التحضير
- نضع الحليب في وعاء على النار، ونضيف له القشطة والطحين، ونقلّبه جيداً ثم نتركه على نار هادئة حتى يصبح غليظ القوام.
- نرفعه عن النار ونضيف الفانيلا والهيل وماء الورد.
- نمزج الزيت مع الزبدة، ثم نضيفهما على عجينة الكنافة ونفركها جيداً مع تقطيعها.
- نضع نصف عجينة الكنافة في الصينية ونرصها جيداً.
- ندخلها إلى الفرن حتى تتحمر وتأخذ اللون الذهبي.
- نخرجها من الفرن ونتركها تبرد.
- نضيف القشطة ونوزعها بشكلٍ كامل.
- نوزّع النصف الثاني من عجينة الكنافة ثمّ ندخلها مرّةً أخرى إلى الفرن كي تتحمر.
- نخرجها من الفرن ثمّ نوزّع عليها القطر البارد ونقطعها ونقدّمها ساخنة.

## كنافة الجبن المبرومة
تُتبع نفس المكونات وطريقة التحضير، وذلك بفرد عجينة الكنافة على سطح رخامي ثمّ توضع في منتصفها الجبنة، وبعد ذلك تلفّ بشكلٍ أسطواني وتُنقل إلى صينية التحمير، وتوضع في الفرن حتى تُحمَّر وتُقطَّع وتغمر بالقطر وتُزيَّن وتُقدّم.